# Langlauf- und Biathlonzentrum Hochfilzen
Koordinaten: 47° 28′ 32,8″ N, 12° 38′ 16,4″ O

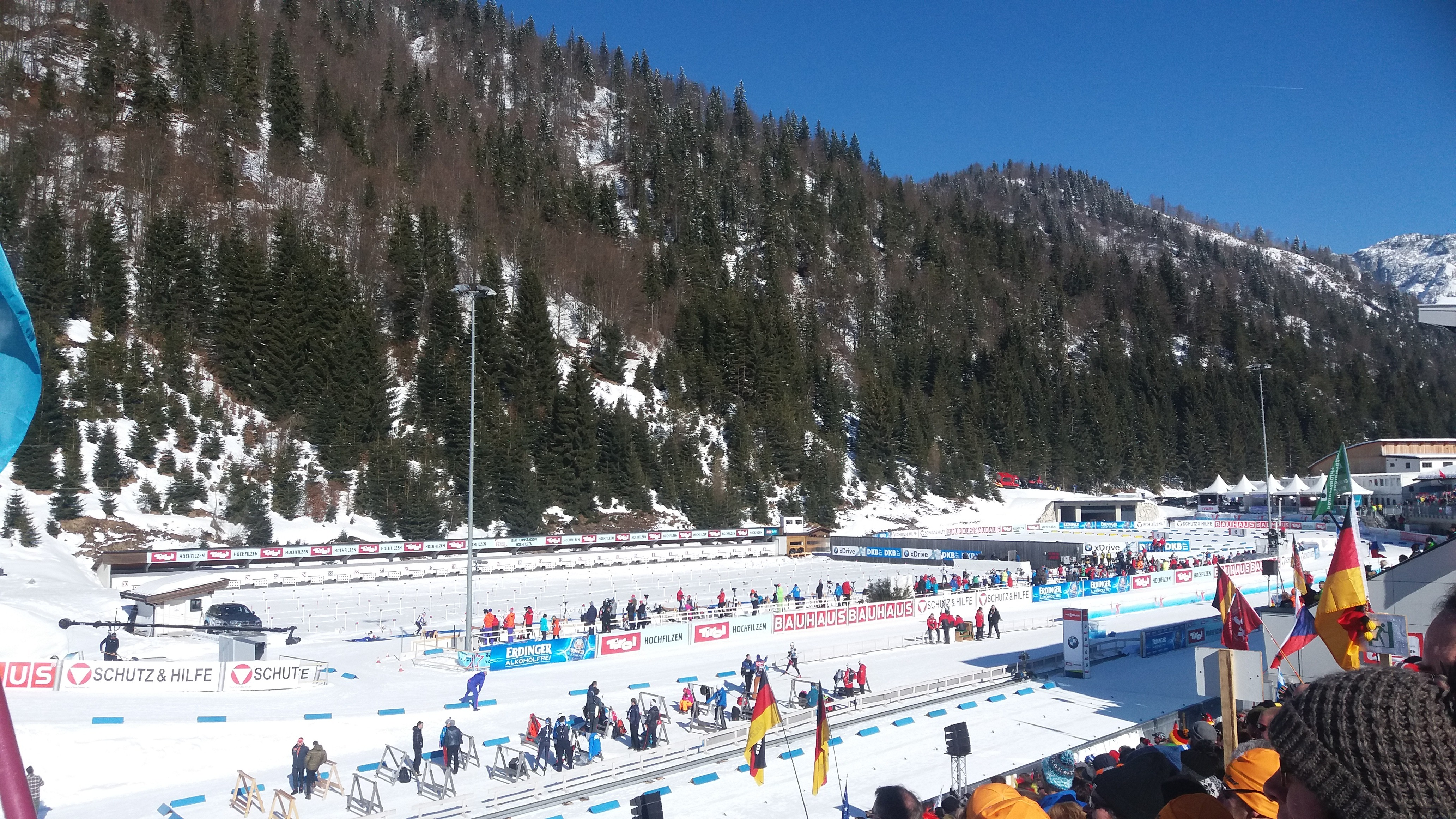
Blick ins Stadion während der WM 2017

Das Langlauf- und Biathlonzentrum in Hochfilzen/Pillerseetal (Österreich) ist ein Trainings- und Wettkampfzentrum für Biathlon und Langlauf im österreichischen Bundesland Tirol.

## Geschichte
Das um 1965 erbaute Biathlon- und Skilanglaufstadion wurde 1967 eröffnet. Seit Dezember 1986 war Hochfilzen regelmäßig Austragungsort für den Biathlon-Weltcup. In Österreich wurden in dieser Zeit Weltcuprennen unter anderem auch in Feistritz oder Bad Gastein veranstaltet. Seit Dezember 2003 fanden in Hochfilzen jeden Winter entweder ein Weltcup oder Biathlon-Weltmeisterschaften statt. Zudem richtete Hochfilzen die Biathlon-Weltmeisterschaften 1978, die Mannschaftsbewerbe der Biathlon-Weltmeisterschaften 1998 und die Biathlon-Weltmeisterschaften 2005 aus. Weitere Großereignisse waren u. a. die Biathlon-Junioren-Weltmeisterschaften 2000. Im Februar 2017 fanden in Hochfilzen die Biathlon-Weltmeisterschaften 2017 statt.

## Daten
Die Anlage ist wichtiger Trainings- und Olympiastützpunkt für Athleten des ÖSV. Das Trainings- und Wettkampfzentrum umfasst Funktionsgebäude, Langlaufstrecken, einen weltcuptauglichen Schießstand, eine Indoor-Schießanlage sowie asphaltierte Rollskibahnen.

### Lage
Das Langlauf- und Biathlonzentrum befindet sich am östlichen Rand der Tiroler Gemeinde Hochfilzen auf knapp 1000 m.ü.A. Hochfilzen liegt im Pillerseetal im Bezirk Kitzbühel, direkt an der Grenze zum Bundesland Salzburg.

### Ausstattung
Die Funktionsgebäude wurden vor den Biathlon-Weltmeisterschaften 2017 deutlich erweitert sowie modernisiert. In diesem Zuge wurden insgesamt 20 Millionen Euro in die Infrastruktur investiert. Der Zu- und Umbau des Hauptgebäudes stand im Mittelpunkt der Umbaumaßnahmen. Das neu errichtete Team- und Servicegebäude umfasst 30 Wachs- und Servicekabinen mit modernem Abluftsystem sowie 30 Umkleidekabinen und verfügt über eine direkte, kurze Wegverbindung zum Hauptgebäude. Eine neue Indoorschießanlage mit Laufband ergänzt die Einrichtungen und bietet auf 570 m² während der Wettkämpfe Platz für das Medienzentrum mit direktem Blick auf den Schießstand.

## Veranstaltungen

### Biathlon-Weltmeisterschaften
- Biathlon-Weltmeisterschaften 1978 (nur Herren)
- Biathlon-Weltmeisterschaften 1998 (nur Mannschaftsbewerbe)
- Biathlon-Juniorenweltmeisterschaften 2000
- Biathlon-Weltmeisterschaften 2005
- Biathlon-Weltmeisterschaften 2017

### Biathlon-Weltcups
- 1986: Biathlon-Weltcup 1986/87
- 1987: Biathlon-Weltcup 1987/88
- 1991: Biathlon-Weltcup 1991/92
- 1996: Biathlon-Weltcup 1995/96
- 1998: Biathlon-Weltcup 1997/98 (März), Biathlon-Weltcup 1998/99 (Dezember)
- 1999: Biathlon-Weltcup 1999/2000
- 2000: Biathlon-Weltcup 2000/01 (gemeinsam mit Antholz)
- 2001: Biathlon-Weltcup 2001/02
- 2003: Biathlon-Weltcup 2003/04
- 2005: Biathlon-Weltcup 2005/06
- 2006: 2 × Biathlon-Weltcup 2006/07 (1 × Ausrichtung der für Osrblie geplanten Wettkämpfe)
- 2007: Biathlon-Weltcup 2007/08
- 2008: Biathlon-Weltcup 2008/09
- 2009: Biathlon-Weltcup 2009/10
- 2010: Biathlon-Weltcup 2010/11
- 2011: 2 × Biathlon-Weltcup 2011/12 (1 × Ausrichtung der für Annecy/Le Grand-Bornand geplanten Wettkämpfe)
- 2012: Biathlon-Weltcup 2012/13
- 2013: Biathlon-Weltcup 2013/14
- 2014: Biathlon-Weltcup 2014/15
- 2015: Biathlon-Weltcup 2015/16
- 2017: Biathlon-Weltcup 2017/18
- 2018: Biathlon-Weltcup 2018/19
- 2019: Biathlon-Weltcup 2019/20
- 2020: 2 × Biathlon-Weltcup 2020/21 (1 × Ausrichtung der für Annecy/Le Grand-Bornand geplanten Wettkämpfe)
- 2021: Biathlon-Weltcup 2021/22
- 2022: Biathlon-Weltcup 2022/23
- 2023: Biathlon-Weltcup 2023/24
- 2024: Biathlon-Weltcup 2024/25

### Sonstige
- Biathlon-Militärweltmeisterschaften 2000